# Kirk White

Zawodnik Boise State Broncos

Kirk White (ur. 8 października 1976) – amerykański zapaśnik. Srebrny medalista mistrzostw panamerykańskich z 2003 i 2004. Czwarty w Pucharze Świata w 2003 roku.
Zawodnik Curtis Senior High School z Tacoma i Boise State University. Trzy razy All-American (1999–2001) w NCAA Division I, pierwszy w 1999; piąty w 2000; szósty w 2001 roku.